# Norwegische Eishockeymeisterschaft 1945/46
Die Saison 1945/46 war die siebte Spielzeit der norwegischen Meisterschaft, der höchsten norwegischen Eishockeyspielklasse. Meister wurde zum ersten Mal in der Vereinsgeschichte überhaupt SK Forward.

## Meisterschaft
Die Meisterschaft wurde in vier Hauptrundengruppen ausgetragen, von denen eine in Trondheim und drei in der Region um Oslo ausgespielt wurden. Die jeweiligen Gruppensieger qualifizierten sich für das Halbfinale um die norwegische Meisterschaft.

### Finale
- SK Forward – SK Strong 3:1